# Mesem
Le mesem est une langue huon parlée dans la province de Morobe en Papouasie-Nouvelle-Guinée.

## Écriture
| a  | ã | b | d | e | ẽ | g | i | ĩ | k | l | m | n |
| ng | o | õ | p | s | t | u | ũ | ʉ | ʉ̃ | w | y | z |